# Smoleanka (Skomorohî), Ternopil
Smoleanka (în ucraineană Смолянка) este un sat în comuna Skomorohî din raionul Ternopil, regiunea Ternopil, Ucraina.

## Demografie
Componența lingvistică a localității Smoleanka
     Ucraineană (100%)
Conform recensământului din 2001, toată populația localității Smoleanka era vorbitoare de ucraineană (100%).